# Greenvale, Victoria
Greenvale är en ort i Australien. Den ligger i kommunen Hume och delstaten Victoria, omkring 22 kilometer nordväst om delstatshuvudstaden Melbourne. Antalet invånare är 11 969.